# Koji Yamamuro
Koji Yamamuro, född den 17 januari 1989 i Kakogawa, Japan, är en japansk gymnast.
Han tog OS-silver i lagmångkampen i samband med de olympiska gymnastiktävlingarna 2012 i London. Vid olympiska sommarspelen 2016 i Rio de Janeiro tog Yamamuro en guldmedalj i lagmångkamp.